# Прашка дефенестрација
Прашка дефенестрација представља два различита догађаја у историји Бохемије, тј. некадашње Чешке. Први се десио 1419, а други 1618. године. Дефенестрација представља избацивање некога кроз прозор.

## Прва прашка дефенестрација 1419.
Хусити су убили седам чланова градског већа у Прагу 30. јула 1419. бацивши их кроз прозор нове градске већнице.
Хусити су у процесији марширали улицама Прага. Дошли су до градског трга, где су их чекали остали хусити, да се заједно обрате градском већу да пусте заточене следбенике Јана Хуса. Чланови градског већа нису хтели да пусте затворене хусите, а на окупљене хусите су бацили камење са градске већнице. Разљућени Јан Жишка заједно са друговима побацао је градске већнике кроз прозор. Убрзо после тога избили су Хуситски ратови.

## Друга прашка дефенестрација 1618.
Друга прашка дефенестрација представља значајан догађај за избијање Тридесетогодишњег рата. Неки чланови бохемске аристократије побунили су се против избора Фердинанда II за краља Бохемије 1617. Осим тога током 1617, католички службеници наредили су да протестанти престану градњу протестантских цркви на земљи, за коју су католици тврдили да је њихова. Протестанти су тврдили да је то била царска, а не католичка земља и сматрали су да је то нарушавање слободе вероисповести, коју је гарантовао 1609. посебним писмом указом цар Рудолф II. Протестанти су сматрали да ће нови краљ као ватрени католик повући сва протестантска права када постане цар.
У Храдчанима је протестантска скупштина на такозваном суђењу oсудила 23. маја 1618. двојицу царских гувернера због кршења Рудолфовог указа о слободи вероисповести.
После наводног суђења бацили су их кроз прозоре, а ови су након пада остали живи.